# Mercato (Nápoles)
Mercato es un barrio de la ciudad de Nápoles, en Italia. Forma parte de la Municipalità 2 junto a Avvocata, Montecalvario, Pendino, Porto y San Giuseppe.
Limita con los siguientes barrios: al norte y al este con Zona Industriale y al oeste con Pendino. Al sur está bañado por las aguas del Golfo de Nápoles.
Tiene una superficie de 0,39 km² y una población de 9.352 habitantes, lo que lo convierte en el penúltimo barrio napolitano por extensión.

## Etimología
El topónimo deriva de la palabra mercato (mercado), pues el barrio se encuentra al lado de la Piazza del Mercato, que desde el siglo XIII hasta el siglo XX ha sido un gran centro del comercio de la ciudad.

## Descripción
El barrio representa una zona de paso entre el centro histórico de la ciudad y su zona industrial. Está compuesto por viviendas privadas y algunos hoteles que se asoman a la parte meridional de la Piazza Garibaldi. En Mercato se encuentran la iglesia de los Santos Cosme y Damián en Porta Nolana, el Cuartel de la Caballería Borbónica, obra de Luigi Vanvitelli, y las ruinas de la primera estación de trenes de Italia, la Bayard.
Hasta la Segunda Guerra Mundial, en la parte sur de Mercato se levantaba el Borgo Loreto, completamente derrumbado por los bombardeos de los Aliados en la zona portuaria. Sobre las ruinas del Borgo, tras la guerra, fueron construidos el hospital "Santa Maria di Loreto Nuovo" y nuevos edificios que albergan viviendas y oficinas, como el Palazzo della Fontana. Actualmente, entre la via Vespucci y los astilleros del puerto está en fase de construcción el Parque de la Marinella.

## Transporte
Los ejes viarios principales de Mercato son via Amerigo Vespucci y corso Arnaldo Lucci.
El barrio está bien comunicado por los medios del transporte público, siendo servido por la cercana Estación de Nápoles Central, las estaciones Garibaldi de la línea 1 del metro de Nápoles, Napoli Piazza Garibaldi de la línea 2 y Napoli Porta Nolana de la Circumvesuviana, además de líneas de autobús y tranvía.